# الی آگوئیلار
الی آگوئیلار (انگلیسی: Ali Aguilar؛ زادهٔ ۲۸ اوت ۱۹۹۵) بازیکن سافت‌بال است.
وی در مسابقات کشوری و بین‌المللی در مجموع برندهٔ ۱ مدال طلا، ۱ مدال نقره شده‌است.